# لمى بنت تركي آل سعود
لما بنت تركي آل سعود هي لاعبة قفز هاوية تمثل المملكة العربية السعودية في العديد من مسابقات الفروسية. وهي أحد أفراد العائلة المالكة السعودية، ووالديها هما الأمير تركي بن ناصر  والأميرة نورة بنت سلطان.
تملك السيدة لمى بنت تركي مجموعة من الحصص في شركات سعودية مختلفة، بما في ذلك شركة الكركات، وشركة مجد للتجارة والمقاولات، وشركة سناء الفجر للتشغيل.